# Jules Cayette
Jules Cayette, nacido el 27 de mayo de 1882 en París y fallecido el 2 de enero de 1953 en Nancy, fue un herrero, broncista, escultor, modelador, decorador ensamblador francés. Perteneció al movimiento del Modernismo y posteriormente al art déco.